# Campeonato Sul-Americano de Voleibol Feminino de 1997
O 22º Campeonato Sul-Americano de Voleibol Feminino foi realizado no ano de 1997 em Lima, Peru.

## Tabela Final
| Posição | Equipe    |
| ------- | --------- |
|         | Brasil    |
|         | Peru      |
|         | Argentina |
| 4       | Venezuela |
| 5       | Chile     |
| 6       | Colômbia  |
| 7       | Paraguai  |
| 8       | Uruguai   |
| 9       | Bolívia   |

## Premiação
| Campeonato Sul-Americano de Voleibol Feminino de 1997 |
| border.                                               |
| ----------------------------------------------------- |
| Brasil (10º título)                                   |